# Zuleiha Seidmammadova
Zuleiha Seidmammadova (în azeră Züleyxa Seyidməmmədova, în rusă Зулейха Габиб кызы Сеидмамедова; n. 22 martie 1919, Bakı, gubernia Baku⁠(d), Republica Democratică Azerbaidjan – d. 10 noiembrie 1994, Bakı, Azerbaidjan) a fost una dintre primele femei-pilot din Azerbaidjan și prima femeie-pilot azeră care a participat în lupte.
Seidmammadova s-a născut la Baku la 22 martie 1919. Și-a obținut permisul de pilot în 1935 la un club de aviație din orașul natal și, mai târziu, la academia de aviație din Jukovski, lângă Moscova. În 1938 a primit diplomă de inginer petrochimic, dar a ales să se concentreze pe aviație.
În timpul celui de-al Doilea Război Mondial, a condus Regimentul 586 de aviație militară, unul dintre cele trei regimente militare de aviație militară pentru femei fondate de Marina Raskova. De-a lungul războiului, a participat în peste 40 de bătălii aeriene și a avut peste 500 de misiuni. În timpul războiului, ea își informa superiorii despre atitudinea piloților față de aceștia.
După război a fost demobilizată, iar în 1952 a devenit ministrul protecției sociale al RSS Azerbaidjan.
A murit la 10 noiembrie 1994.

## Premii
- Ordinul Lenin
- Două ordine Drapelul Roșu al Muncii
- Ordinul Marelui Război pentru Apărarea Patriei clasa 2
- Ordinul Steaua Roșie
- Două ordine ale Insignei de Onoare